# Древнерусский орнамент
Древнерусский орнамент — совокупность орнаментальных узоров, распространённых в Древней Руси, один из видов древнерусского декоративно-прикладного искусства. Имел влияние и за пределами Древнерусского государства, в частности в Польше, Моравии и Скандинавии.

## Определение
Орнамент в произведениях древнерусского искусства редко являлся предметом специального исследования в работах отечественных историков и искусствоведов. Палеографом В. Н. Щепкиным были выработаны методологические основы изучения древнерусского орнамента. Он заложил основы генетического анализа орнамента, выявляя его исходный элемент (мотив) и характер его изменений (удвоением, делением и т. д.). Также, Щепкин сформулировал механизм создания композиций из отдельных элементов, в котором комбинация мотивов в орнаменте происходит на основании инстинктов симметрии и ритма. Наконец, он дал характеристику орнамента в целом, определив, что орнаменты различаются между собой:
1. по содержанию своих мотивов,
2. по способу их сочетания,
3. по характеру своей рамы.

По-видам можно чётко выделить распространение звериного и растительного орнамента в Древней Руси; по Щепкину, последний значительно проявился в первую очередь в орнаментации древнейших русских летописных книг, подчеркивая то, что в основе растительного орнамента лежит всего лишь один простой мотив — ветка.

## На металле

### Холодное оружие
Холодное оружие в Древней Руси орнаментировалось не так часто; в основном узор наносился на трофейные оружия. Большим исключением являются мечи, рукоятка которых часто подвергалась инкрустированию. Среди таких мечей особо выделяют:
1. меч из Карабичева с рукоятью европейско-русского типа и орнаментом византийского типа (1-я половина XI века);
2. меч из Фощеватой (коваля Людоты) с рукоятью древнерусского типа (X века);
3. меч из погребения дружинника в Киеве (X века);
4. меч скандинавского типа с днепровских порогов (X века);
5. фрагмент именного меча с надписью «слав» (XI века)[6].

С XII века получают распространение сабли, которые ковали из заготовок из науглероженного железа, после чего проводили многократную закалку по особо сложной технологии, в результате чего получалось изделие с наиболее твёрдым лезвием. Как и мечи, на рукоятках некоторых сабель тоже прослеживаются следы инкрустирования серебром.
Из орнаментированных топоров наибольшее внимание привлекает так называемый «топорик Адрея Боголюбского», являющийся, по сути, топориком-чеканом (топором с молоточком на аршинной рукояти), инкрустированном близко к звериному стилю. На передней стороне топора — образ пронзаемого змея в виде кириллической буквы «а», по мнению Кирпичникова, соотносящийся с содержанием древнерусских былин. С обратной стороны — изображение двух птиц. Сам топорик датируется периодом XI—XIII веков.
- 1. Меч из Карабичева. 2. Меч из Фощеватой. 3. Меч из погребения дружинника в Киеве. 4. Меч скандинавского типа с днепровских порогов. 5. Сабля мадьярского типа. Гочево. X век
- Вверху — «топорик Андрея Боголюбского», внизу — верхняя часть топора из Новгорода. XI—XIII века
- Реконструкция рукоятей мечей. IX—X века
- Топорик Андрея Боголюбского, обратная сторона
- Топор из села Шешково со знаками Рюриковичей (Ивановская область)

### Украшения
Среди украшений личного убора древнерусского населения орнаментальный узор присутствовал чаще, чем на оружии, в конечном счёте эволюционировав в так называемый звериный стиль. Некоторые дорогие предметы обихода могли быть распространены как у знати, так и среди простых граждан.
Из личного убора также выделяют древнерусские бронзовые толстопластичные перстни, от простых перстней отличающиеся литым орнаментом из трёх-пяти клейм, в каждом из которых помещён элемент сложного орнаментального узора. Этот тип перстней впервые был выделен в 1959 году М. В. Житомирской и назван ячейковым в дипломной работе «Орнаментированные перстни и браслеты вятичей». Наибольшая ширина перстня — 9 мм, длина в разверстке 60-65 мм. Отношение перстней именно к культуре вятичей у археологов не вызывает сомнения. Большинство перстней найдено только в погребениях, однако аналоги некоторых типов встречаются и в культурных слоях населения. Литейные формы для изготовления этого типа перстней не найдены. Большинство перстней датируется XI веком, к более раннему периоду относятся лишь единицы.
На 14 экземплярах перстней замечены остатки эмали: красного цвета (8 экземпляров), зелёного (2 экземпляра) и потерявшей цвет (4 экземпляра). Кроме них известны так называемые «княжеские» перстни со щитками и печатками, однако орнаментированные не так подробно.
Особенно ценны находки из клада, найденного в Старой Рязани в 1970 году, среди который выделяются серебряный колт и серебряный браслет с отчетливым орнаментом в зверином стиле. На серебряном колте изображен фантастический зверь в извивах ленточной плетенки с растительными завитками. Похожих чудовищ, характерных для звериного стиля XII—XIII веков можно найти на черниговских колтах. На широком браслете так же рядом с орнаментом изображены звероподобные существа; не исключено, что при его изготовлении имело место влияние славянской мифологии. Стилистическое сходство с браслетом старорязанского клада 1966 года говорит об их исполнении в одной мастерской. Отношение этого браслета к женскому убору бесспорно. Матовый чёрный фон констатирует с блеском оставленных в серебре фигур и мягкой позолотой бордюров. По-видимому, при нанесении при нанесении рисунков применяли наборы ажурных металлических трафаретов, которые позволяли повторять изображения и давать их зеркально. Благодаря свободной гравировке от руки одинаковые рисунки варьируют в деталях.
Кроме этих двух экземпляров, элементы орнамента проявляются и на других находках, включая колты, подвески и ожерелья. Всего в старорязанском кладе насчитывается свыше 40 артефактов.

## В рукописях
Российский палеографом В. Н. Щепкин впервые объединил орнаментацию древнерусских рукописных сборников (полевые и заглавные украшения, заглавные буквы первой страницы «буквицы») термином растительный орнамент, главным элементом которого является ветка. Позже было принято считать, что именно этот элемент лежит в основе растительного орнамента старейших древнерусских книг: Остромирова Евангелия (1056—1057), Изборника Святослава (1073), Мстиславова Евангелия (до 1117), Служебника Варлаама Хутынского (XII век), Юрьевского Евангелия (1119—1128).
Ещё в начале XX века Н. П. Кондаков отмечал сходство орнаментации древнейших русских миниатюр с перегородчатой эмалью. Это же обстоятельство побудило Б. А. Рыбакова назвать рукописи с орнаментом, близким перегородчатым эмалям, финифтяными. Исследование орнаментации изделий с перегородчатыми эмалями показало, что эта близость заключает в себе нечто большее, чем простое подражание. В основе растительного орнамента оказался простой элемент — крин. Иногда он идентичен крину рукописей, иногда — не вполне, но общая схема их рисунка одна: в простейшем варианте — это трёхлепестковый цветок.

## За пределами Руси
Некоторые элементы древнерусской культуры обнаружены в польских могильниках в Лютомерске, многие вещи из которых имеют аналоги в поздних варяго-русских захоронениях. Все вещи как из области ритуальных обычаев, так и материальной культуры связаны преимущественно с Русью, главным образом — с Киевской, а через неё — с культурой народов, проживающих в причерноморских и приуральских степях, а также со скандинавской и прибалтийской культурами. Можно привести ещё несколько самых отдаленных аналогий древностям Лютомерска с древнерусскими захоронениями: распределители к ремням с орнаментом из медвежьих голов, подобные найденным в селе Спасское Каминского Томской губернии над рекой Омия (между верхним течением Оби и Иртыша), а также в селе Кыновска и в районе Перми над верхней Камой.
Комплекс признаков, отличающих эти чужие, не польские захоронения, связан непосредственно с Русью, а именно с погребениями и обрядом трупосожжения, свойственными варяжско-русским могильникам (обширные погребальные ямы и каменная обкладка, во многих случаях наличие лошадиной упряжки). По предположению Конрада Яжджевского, возникший в северославянской среде и позже распространившийся среди варягов-руси, в Польшу этот обряд погребения попал во времена Болеслава Храброго, в годы военных столкновений (1013, 1018 или 1019), когда небольшая группа влиятельных политических эмигрантов (изгоев) из Киевской Руси совместно с группой воинов, среди которых были и ославяненые варяги нашла здесь убежище, и была посажена «на покорм» подальше от границ государства. Частично христианизированные, они оставили в местной среде следы собственной культуры, но растворились среди местного населения.
На Балтике многие поступающие из Руси материальные и художественные ценности не только вовлекались в обмен между жителями балтийских побережий и Скандинавии, но и воспроизводились в местных мастерских. К этой категории относятся многочисленные вещи, такие, как резные костяные орнаментированные гребни, специфическая керамика (возможно, даже производство славянских по происхождению гончарных форм в Швеции); изготовляются определённые виды оружия.
Особенно показательно распространение на Балтике богато декорированных мечей, позже получивших название мечей прибалтийско-скандинавского и прибалтийско-славянского типов; причём оригинальной у большинства мечей является только расписная рукоять — сами лезвия явно римского производства и датируются периодом IV—V веков. Предположительно некоторые экземпляры мечей и попали на балтские земли в V веке — первой половине VI века из бывших провинций Римской империи после её падения. Большее распространение такие мечи получили в Скандинавии и Киевской Руси, где, предположительно, и производились. Местные (скандинавские) центры производства не известны. Зато такое производство определённо установлено в некоторых других районах, на путях и в торговых центрах Великой Моравии и Киевской Руси. В Древней Руси так же было налажено производство топориков-чеканов (с молоточком на аршинной рукояти) с отличительным большим лезвием, откуда они попадали уже в Северную и Восточную Европу..